# Strelníky
Strelníky (allemand : Scheiben, est un village de Slovaquie situé dans la région de Banská Bystrica.

## Histoire
Première mention écrite du village en 1465.

## Démographie

### Évolution de la population
| Année:               | 1994. | 2004.   | 2014.   | 2024.   |
| -------------------- | ----- | ------- | ------- | ------- |
| Nombre de personnes: | 848   | 808     | 782     | 740     |
| Différence:          |       | -4,71 % | -3,21 % | -5,37 % |

| Année:               | 2023. | 2024.   |
| -------------------- | ----- | ------- |
| Nombre de personnes: | 739   | 740     |
| Différence:          |       | +0,13 % |